# 因陀罗跋摩三世 (占婆)
因陀罗跋摩三世（Indravarman III、？—？），占城国10世紀的国王（在位：910年代 - 960年左右）。中国史料称他作因德漫。
因陀罗跋摩三世在910年代继承其父訶羅跋摩即位，918年在杨浦那竭罗建立婆迦婆胝女神神祠金像。945年到946年，真腊国王罗贞陀罗跋摩二世攻打占婆，取得女神神像，占婆军将真腊军赶出国境。958年（周世宗显德五年）九月，释利因德漫遣使莆诃散向中国後周朝贡，贡品有洒衣蔷薇水一十五琉璃瓶。出自西域，凡鲜华之衣，以此水洒之则不黦，而复郁烈之香连年不歇。又进猛火油八十四琉璃瓶，是油得水而愈炽，占城国凡水战则用之。第二年六月，占城国进奉使莆诃散进上龙形通犀带一条、菩萨石一片。 